# Векајва Спрингс (Флорида)
Векајва Спрингс (Флорида) (енгл. Wekiwa Springs) насељено је место без административног статуса у америчкој савезној држави Флорида.

## Демографија
По попису из 2010. године број становника је 21.998, што је 1.171 (-5,1%) становника мање него 2000. године.
| Група             | 2000.          | 2010.          |
| Белци             | 20.924 (90,3%) | 18.279 (83,1%) |
| Афроамериканци    | 343 (1,5%)     | 599 (2,7%)     |
| Азијати           | 524 (2,3%)     | 630 (2,9%)     |
| Хиспаноамериканци | 1.139 (4,9%)   | 2.126 (9,7%)   |
| Укупно            | 23.169         | 21.998         |